# ۵۷۳ (پیش از میلاد)
۵۷۳ (پیش از میلاد) ۵۷۳مین سال قبل از تقویم میلادی است.